# Іванніков Іван Андрійович
Іван Андрійович Іванніков (рос. Иван Андреевич Иванников, 2 листопада 1961, Ставропольський край) — російський науковець, доктор юридичних наук, доктор політичних наук, професор, професор кафедри теорії та історії держави і права Південного федерального університету (Ростов-на-Дону, Російська Федерація), член Міжнародної асоціації істориків права (з 2011 року). Є членом редакційних колегій журналів: «Правовая политика и правовая жизнь» (Саратов-Москва), «Юрист Юга России» (Ростов-на-Дону), «Правотворческая политика» (Минеральні Води), «Власть. Человек. Закон» (Запоріжжя).

## Біографія
Народився 2 листопада 1961 року у Ставропольському краї. 1986 р. вступив до Ростовського державного університету. 1992 р. з відзнакою закінчив філософський факультет РГУ, вступив до аспірантури філософського факультету, а після закінчення в 1993 р. юридичного факультету РГУ розпочав трудову кар'єру викладачем кафедри теорії держави і права юридичного факультету РГУ. Ще в студентські роки І. А. Іванніков опублікував перші наукові роботи, неодноразово посідав перші та другі місця на студентських тижнях науки, а в 1988 р. зайняв перше місце на обласному конкурсі лекторів серед студентів вузів. У листопаді 2001 року вчена рада юридичного факультету Ростовського державного університету обрала І. А. Іваннікова професором кафедри теорії та історії держави і права. До 2006 р. був співробітником Ростовського юридичного інституту Північно-Кавказької академії державної служби.
1995 року захистив кандидатську дисертацію «Проблемы государственного устройства в русской политико-правовой мысли второй половины XIX века (М. А. Бакунин, К. Д. Кавелин, К. П. Победоносцев)» (12.00.01 — теорія права і держави, історія права і держави, історія правових і політичних вчень), 2000 — докторську дисертацію за темою: «Проблема эволюции формы государства в русской политико-правовой мысли XIX—XX веков» (A problem of evolution of a form of the state in Russian policy-legal thought of the XIX—XX centuries) за зазначеною спеціальністю, 2006 — докторську дисертацію з політичних наук за темою: «Эффективность государственной власти в Российской Федерации: теоретико- методологический анализ» (Efficiency of the government in Russian Fnderatsiya: the theorist — the methodological analysis).

## Науковий доробок
Іванніков І. А. є автором понад 230 друкованих праць, зокрема 14 монографій, понад 10 навчальних посібників. Сфера наукових інтересів науковця є доволі різноманітною: «Проблема эффективности государственной власти в Российской Федерации» (2004), «Государственная власть в Российской Федерации: проблемы гуманизации» (2006), «Государственная власть и справедливость в России: пути модернизации государства и права» (2009), «Режим оккупированной территории» (2012), «История политико-правовой мысли о форме Российского государства» (2012); підручники «Теория государства и права» (2011), «Философия права» (2013). Монографія «Історія політико-правової думки про форму Російської держави» присвячена становленню та розвитку політико-правових вчень в Росії. На думку автора, концептуальні теорії виникли в Росії на початку XIX в. Саме в цей час в Росії з'явилися найвидатніші мислителі, які не поступалися європейським, а праці таких вчених, як М. О. Бакуніна, К. Д. Кавеліна, І. О. Ільїна, М. М. Алексєєва, О. С. Ященка, є надбанням не лише російської, а й світової політичної думки. У монографії розглянуто конкретні проекти перетворення Росії. У світлі навчань мислителів минулого досліджено сучасні проблеми форми російської держави. Дослідження «Режим окупованій території» присвячено неопрацьованій і не вивченій до сьогодні на монографічному рівні проблемі окупованих територій. У монографії розкрито авторське поняття окупованої території, наведено порівняльний аналіз ідеології, цілей і режимів німецької та радянської окупацій СРСР і НДР. У роботі також порушені проблеми сучасних окупованих територій. У монографії проблему окупованих територій розглянуто в історичному, політологічному та правовому аспектах.
Досліджує творчу спадщину російських, українських, польських вчених.
Навчальний посібник «Загальна теорія держави і права» (2006) було визнано найкращим у конкурсі вузівської навчальної літератури Південного федерального округу «Підручник XXI століття» на честь 90-річчя Ростовського державного університету в 2006 році, а за підручник «Теорія держави і права» (М.: «Юрлитинформ», 2011) на «Всеросійському конкурсі на найкращу наукову книгу 2011 року» в номінації «Юриспруденція» Іванніков став лауреатом конкурсу.
Про плідну роботу не лише в Росії свідчать дослідження вченого поглядів і внеску у юридичну науку видатних представників України. Зокрема, в часописі Національного університету «Острозька академія» опубліковано першу працю І. А. Іваннікова українською мовою «Історик російського права Іоанникій Олексійович Малиновський: життя і діяльність», присвячену науковій спадщині і громадській діяльності професора права І. О. Малиновського.